# Роли (Северна Каролина)
Роли (на английски: Raleigh) е столица на щата Северна Каролина, Съединените американски щати и административен център на окръг Уейк.
Основан е през 1792 г., за да служи за столица на щата, и е наречен на сър Уолтър Рали. Това е вторият по големина град в Северна Каролина след Шарлът с население около 874 579 души (2020).

## Личности
Родени в Роли
- Даниъл Макфадън (р. 1937), икономист
- Дъг Олдрич (р. 1964), музикант
- Емили Проктър (р. 1968), киноактриса